# Renault Wind
Renault Wind este un roadster cu două locuri al producătorului francez de automobile Renault. A fost dezvăluit inițial ca un concept în septembrie 2004 la Salonul Auto de la Paris, și era un roadster 2+1.
Pe 2 februarie 2010, Renault a anunțat că modelul va intra în producția de serie. A fost prezentat la Salonul Auto de la Geneva pe 2 martie 2010.